# Tony Gallopin
Tony Gallopin (Dourdan, 24 maggio 1988) è un ex ciclista su strada francese, soprannominato Gallo, è stato professionista dal 2010 al 2023, ha caratteristiche di passista-velocista, e in carriera ha vinto la Classica di San Sebastián 2013, una tappa al Tour de France 2014 e una alla Vuelta a España 2018. Il 10 luglio 2023, durante il Tour de France ha annunciato il ritiro dalle corse a fine stagione.
Figlio di Joël Gallopin, anch'egli ciclista professionista, è nipote di Guy e Alain Gallopin.

## Carriera
Dopo essere passato professionista nel 2010 con la Cofidis, si rivela nel 2013, in maglia RadioShack, vincendo a sorpresa la Classica di San Sebastián: pur essendo al debutto rimane nel gruppo di 13 corridori che evade sulle rampe dello Jaizkibel per poi scattare, a 15 km dall'arrivo, sulla salita di Arkale e andare a imporsi in solitaria con 28" su Alejandro Valverde e Roman Kreuziger.
Nel 2014 passa tra le file della Lotto-Belisol. Dopo essere arrivato decimo alla Parigi-Nizza, prende il via del Tour de France: durante la nona tappa entra nella fuga di una ventina di corridori che si invola a circa 150 km dal traguardo, e grazie ai 5'01" guadagnati sul gruppo principale sfila la maglia gialla a Vincenzo Nibali. Tuttavia la perde già il giorno successivo, sul duro arrivo de La Planche des Belles Filles; è comunque poi protagonista durante l'undicesima tappa quando vince scattando nel finale e resistendo al rientro del gruppo guidato da John Degenkolb. Conclude la corsa al 29º posto in classifica generale.
Nel 2015 si presenta in gran forma alla Parigi-Nizza: vince la sesta e penultima tappa, conquista la maglia di leader con 36" su Richie Porte, ma deve cederla l'indomani nella cronoscalata al Col d'Èze, concludendo la corsa al sesto posto a 1'03" da Porte. Successivamente si presenta al via del Tour de France con ambizioni di classifica e si mantiene tra i primi 10 della graduatoria fino alla quindicesima tappa, al termine della quale è nono a 8'23" dal leader Chris Froome. A partire dal giorno successivo, però, va in difficoltà e conclude la corsa a tappe francese al 31º posto. In stagione ottiene le prime top ten nelle classiche monumento, piazzandosi nono alla Milano-Sanremo e settimo al Giro di Lombardia. L'anno dopo ottiene altri risultati positivi: conclude secondo all'Etoile de Besseges, terzo alla Freccia del Brabante, terzo ai campionati francesi a cronometro e secondo nella gara in linea, secondo alla Classica di San Sebastián e quarto al Tour of Britain. Conclude il 2016 con la prima vittoria stagionale, imponendosi in volata ristretta al Grand Prix de Wallonie.
Nel 2017 vince la quinta tappa della Étoile de Bessèges, la cronometro conclusiva della breve gara a tappa francese. È il suo primo successo professionistico in una prova contro il tempo. Conclude la corsa al secondo posto, a soli 5" da Lilian Calmejane.

## Palmarès
- 2005 (Juniores)

4ª tappa Grand Prix Rüebliland (Möriken-Wildegg)
- 2006 (Juniores)

2ª tappa Liège-La Gleize (La Gleize > Verviers)
Chrono des Nations juniors
- 2008 (Auber 93, due vittorie)

Parigi-Tours Espoirs
Campionati francesi, Prova a cronometro Under-23
- 2010 (Cofidis, una vittoria)

3ª tappa Tour de Luxembourg (Eschweiler > Diekirch)
- 2011 (Cofidis, due vittorie)

Flèche d'Emeraude
2ª tappa Tour du Limousin (Saint-Hilaire-Peyroux > Allassac)
- 2013 (Radioshack-Leopard, una vittoria)

Classica di San Sebastián
- 2014 (Lotto-Belisol, una vittoria)

11ª tappa Tour de France (Besançon > Oyonnax)
- 2015 (Lotto-Soudal, due vittorie)

4ª tappa Étoile de Bessèges (L'Ardoise > Laudun)
6ª tappa Parigi-Nizza (Vence > Nizza)
- 2016 (Lotto-Soudal, una vittoria)

Grand Prix de Wallonie
- 2017 (Lotto-Soudal, una vittoria)

5ª tappa Étoile de Bessèges (Alès, cronometro)
- 2018 (AG2R La Mondiale, tre vittorie)

5ª tappa Étoile de Bessèges (Alès, cronometro)
Classifica generale Étoile de Bessèges
7ª tappa Vuelta a España (Puerto Lumbreras > Pozo Alcón)

### Altri successi
- 2006 (Juniores)

Cronosquadre Liège-La Gleize (Grand Réchain)
- 2008 (Auber 93)

Souvenir Jean Graczyk
Classifica giovani Thüringen Rundfahrt
- 2009 (Auber 93)

Classifica giovani Tour du Poitou Charentes et de la Vienne
- 2011 (Cofidis)

Classifica generale Coppa di Francia
- 2012 (Radioshack-Nissan)

Classifica giovani Tour of Oman
Classifica giovani Bayern-Rundfahrt
- 2021 (AG2R Citroën Team)

Classifica sprint intermedi UAE Tour

## Piazzamenti

### Grandi Giri
- Giro d'Italia

2019: ritirato (16ª tappa)
2020: non partito (8ª tappa)
2021: 60º
- Tour de France

2011: 79º
2012: ritirato (13ª tappa)
2013: 58º
2014: 29º
2015: 31º
2016: 71º
2017: 21º
2018: ritirato (12ª tappa)
2019: 56º
2022: 36º
2023: 86º
- Vuelta a España

2010: 89º
2018: 11º

### Classiche monumento
- Milano-Sanremo

2012: 54º
2014: 35º
2015: 9º
2016: 34º
2017: 46º
2018: 26º
2022: 139º
- Giro delle Fiandre

2012: 24º
2013: ritirato
2014: 23º
2017: 17º
2018: ritirato
- Parigi-Roubaix

2012: ritirato
2017: ritirato
2018: 55º
- Liegi-Bastogne-Liegi

2011: 84º
2013: 29º
2014: 35º
2015: 20º
2016: ritirato
2021: ritirato
2022: 90º
2023: 79º
- Giro di Lombardia

2010: ritirato
2014: 87º
2015: 7º
2016: ritirato
2017: ritirato

### Competizioni mondiali
- Campionati del mondo

Salisburgo 2005 - Cronometro Juniors: 40º
Francorchamps 2006 - In linea Juniors: 3º
Francorchamps 2006 - Cronometro Juniors: 3º
Stoccarda 2007 - Cronometro Under-23: 20º
Varese 2008 - Cronometro Under-23: 12º
Varese 2008 - In linea Under-23: ritirato
Melbourne 2010 - In linea Under-23: 50º
Copenaghen 2011 - In linea Elite: 53º
Valkenburg 2012 - Cronosquadre: 8º
Valkenburg 2012 - In linea Elite: ritirato
Ponferrada 2014 - In linea Elite: 6º
Richmond 2015 - Cronosquadre: 7º
Richmond 2015 - In linea Elite: 7º
Bergen 2017 - In linea Elite: 13º
Innsbruck 2018 - In linea Elite: 58º
Yorkshire 2019 - In linea Elite: 23º
- Giochi olimpici

Londra 2012 - In linea: 86º

### Competizioni europee
- Campionati europei

Valkenburg 2006 - Cronometro Juniores: 2º
Valkenburg 2006 - In linea Juniores: 7º
Sofia 2007 - Cronometro Under-23: 11º
Sofia 2007 - In linea Under-23: 64º
Stresa 2008 - In linea Under-23: 7º
Plumelec 2016 - In linea Elite: 7º